# Urbino Julve Ciriaco
Urbino Bacilio Venancio Julve Ciriaco (Chincha, 24 de diciembre de 1911-Sunampe, 30 de agosto de 1999) fue un político peruano. Fue senador en 1985 y dos veces diputado por el departamento de Ica como miembro del Partido Aprista Peruano. Fue también diputado de la Asamblea Constituyente de 1978. 

## Biografía
Urbino Juvel nació en la ciudad de Chincha, ubicado en el departamento de Ica, el 24 de diciembre de 1911.
Fue miembro del Partido Aprista Peruano y fue elegido por primera vez en 1963 como diputado por el departamento de Ica. Su mandato se vio interrumpido por el golpe que dio inicio al gobierno militar liderado por Juan Velasco Alvarado. Hacia el final del gobierno militar, en 1978 fue elegido como diputado para la Asamblea Constituyente por el Partido Aprista Peruano. Asimismo, fue elegido nuevamente como diputado iqueño en las elecciones parlamentarias de 1980.
En las elecciones del año 1985, fue elegido como senador para el periodo 1985-1990.
Durante sus gestiones parlamentarias, procuró la creación de los distritos de Alto Larán, Pueblo Nuevo y San Juan de Yánac en la provincia de Chincha del departamento de Ica. Asimismo, impulsó la ley que creó la "Escuela Normal de Chincha" para la formación de profesores así como de la Institución Educativa Próceres de la Independencia en la ciudad de Chincha.

## Fallecimiento
El 30 de agosto de 1999, Urbino Julve falleció a los 87 años en su natal departamento de Ica.